# Santa Eulàlia
Santa Eulàlia är en tremastad skonare (katalanska: pailebot) som ägs av Barcelonas sjöfartsmuseum. Hon byggdes år 1918 i Alicante och har renoverats till sitt ursprungliga utseende på museet. 
Santa Eulàlia är uppkallad efter Barcelonas skyddshelgon. Det är det första fartyget som har renoverats på museet.

## Historia

### Bygge
År 1917 beställde handelsmannen Pascual Flores Benavent från Valencia två tremastade segelfartyg av båtbyggaren Antonio Marí Aguirre i Torrevieja. Benavent handlade med apelsiner och fartygen skulle gå med frakt. Fartygen byggdes på stranden, och det första – döpt till Carmen Flores efter handelmannens dotter – levererades den 15 januari 1919. Byggkostnaden uppgick till 40 000 pesetas.

### Mellankrigstiden
Fartyget övertogs i juli 1928 av Jaume Oliver Moner från Mallorca, som lät rigga ned henne och 1930 lät installera en motor. Den 24 juli 1931 bytte hon namn till Puerto de Palma. År 1936 köptes hon av Naviera Mallorquina S.A. för 100 000 pesetas och döptes om till Cala San Vicenç, efter ett av rederiets tidigare fartyg.
Under spanska inbördeskriget rekvirerades hon av marinen och försågs med en 57 mm kanon. Hon patrullerade runt Mallorca till krigsslutet och återlämnades till ägarna år 1939. I början av 1943 renoverades hon vid Astilleros Palma, S.A.

### Efterkrigstiden
I juni 1967 fick Cala San Vicenç nya ägare och renoverades. Den gamla motorn byttes ut mot en begagnad sexcylindrig motor från Badouin med 150 hästkrafter, och några år senare togs stormasten bort. År 1974 såldes hon till bärgningsföretaget Sayremar S.A. som lät bygga om fartyget och döpa det till Sayremar Uno (från 1975).
Bärgningsverksamheten upphörde så småningom, och den 15 mars 1997 köpte Barcelonas sjöfartsmuseum fartyget på auktion för 7 miljoner pesetas.

### Ny renovering och senare år
Sayremar Uno anlände till Barcelona på egen köl den 16 mars 1997, och flyttades efter välkomstceremonin till en kajplats där en del utrustning monterades bort. Natten mellan 4 och 5 maj placerades en stålställning under hennes köl, och två lyftkranar lyfte ställningen med fartyget upp på kajen. Därefter lyftes den upp på en 360 tons trailer med 14 axlar och bogserades till museet med hjälp av en dragbil. Fartyget placerades på ett område utanför museet och täcktes med byggnadsställningar.
Efter uppmätning och dokumentation påbörjades renoveringen, som bland annat syftade till att återställa det ursprungliga utseendet med tre master. Två år senare flyttades hon tillbaka till hamnen på samma sätt och sjösattes den 25 april 1999. Den 26 maj 2000 döptes fartyget till Santa Eulàlia efter Barcelonas skyddshelgon. Närvarande vid ceremonin var bland andra Felipe, Prins av Asturien.
Santa Eulàlia riggades och utrustades vid kaj, och den 20 mars  2001 gjorde hon sin första provtur. Renoveringen avslutades officiellt 12–19 april 2001 med en jungfruresa till Ibiza.
Fartyget har därefter fungerat som "flaggskepp" och symbol för sjöfartsmuseet samt staden Barcelona. Det används inom olika utbildningsinsatser relaterade till Barcelonas sjöhistoria. 2010 utnämndes fartyget till ett av regionen Kataloniens kulturarv.